# Maria-Thann
Maria-Thann ist ein Gemeindeteil der Gemeinde Hergatz im bayerisch-schwäbischen Landkreis Lindau (Bodensee).

## Geographie
Das Pfarrdorf liegt circa 3,5 Kilometer östlich des Hauptorts Hergatz und es ist Teil der Region Westallgäu. Westlich der Ortschaft verläuft die Bahnstrecke Buchloe–Lindau.

## Geschichte
Maria-Thann war zuerst nur unter dem Namen Tann(e) (Siedlung im Tannenwald) bekannt. Erst als im 15. Jahrhundert die Marienwallfahrt einsetzte, bekam der Ort wohl seinen Namenszusatz Maria. Dieser ist jedoch erst seit dem 19. Jahrhundert gesichert.
Die erste sichere Erwähnung von Maria-Thann gibt es im Liber taxationis der Diözese Konstanz (ecclesia in Tanne) im Jahr 1275. Eberhardus de Tanna 1187 und Bertholdo princerna (Mundschenk) de Tanne 1216 beziehen sich jedoch nicht auf Maria-Thann. Diese waren oberschwäbische Reichsministeriale, deren Namensgebung auf die Burg Tanne, nordöstlich von Ravensburg, zurückging. Im Jahr 1353 befanden sich in der Siedlung 24 Wohnstätten.
Wangen erhielt Anfang des 16. Jahrhunderts die hohe Gerichtsbarkeit über Maria-Thann und Wohmbrechts. Dadurch entstand die Wangener Hauptmannschaft Thann-Wohmbrechts, die mit Wangen im Jahr 1802 an das Bayern ging. Wangen wurde 1810 Oberamtsstadt in Württemberg, Maria-Thann und Wohmbrechts blieben jedoch beim Königreich Bayern und wurden mit dem Gemeindeedikt von 1818 zu Ruralgemeinden.
Im Jahr 1865 wurde die Gemeinde Thann (Maria) amtlich in Maria-Thann umbenannt. 1978 bildete im Zuge der Gemeindereform in Bayern die Gemeinde Maria-Thann mit der Gemeinde Wohmbrechts die Neugemeinde Hergatz.

## Baudenkmäler
- Pfarr- und Wallfahrtskirche Unsere Liebe Frau